# Tama-Gletscher
Der Tama-Gletscher (japanisch 玉氷河 Tama-hyōga für ‚Perlengletscher‘) ist ein Gletscher an der Kronprinz-Olav-Küste des ostantarktischen Königin-Maud-Lands. Er mündet zwischen dem Tensoku Rock und dem Manjū Rock in die Kosmonautensee.  
Kartografiert und fotografiert wurde er von Teilnehmern der von 1957 bis 1962 dauernden japanischen Antarktisexpedition, die ihn auch benannten.